# 玉山矢竹斑蚜
玉山矢竹斑蚜（学名：Takecallis takahashii）为斑蚜科凸唇斑蚜屬下的一个种。